# Тюрьма Юсовача
Юсовача (серб. Jusovača) — бывшая тюрьма в историческом центре Подгорицы, Черногория. Юсовача действовала во время турецкой оккупации, затем в Королевстве Черногория, Королевстве сербов, хорватов и словенцев и, наконец, в Социалистической Федеративной Республике Югославия. Она пережила две мировые войны и стала символом Подгорицы.

## Местоположение
Находится в центре города в старинном османском районе Драч напротив автовокзала Подгорицы.

## История
Юсовача названа в честь Юсуф-бега Мучина Крнича, который родился в 1811 году. Он был богатым купцом, землевладельцем и поставщиком продуктов питания для армии.
В Подгорице он сделал себе имя как печально известный комендант полиции.
Юсуф-бег, согласно преданию, в середине XIX века перестроил и расширил старую турецкую темницу или небольшой тренировочный полигон для солдат османской армии.
Изначально комплекс служил складом, однако так как в тот период не хватало помещений для заключения нарушителей законов Османской империи, объект был преобразован в тюрьму, где первоначально содержались мелкие правонарушители. Вскоре тюрьма была расширена, и в ней стали размещаться черногорские патриоты, борцы за освобождение своей страны от турецкого гнёта.

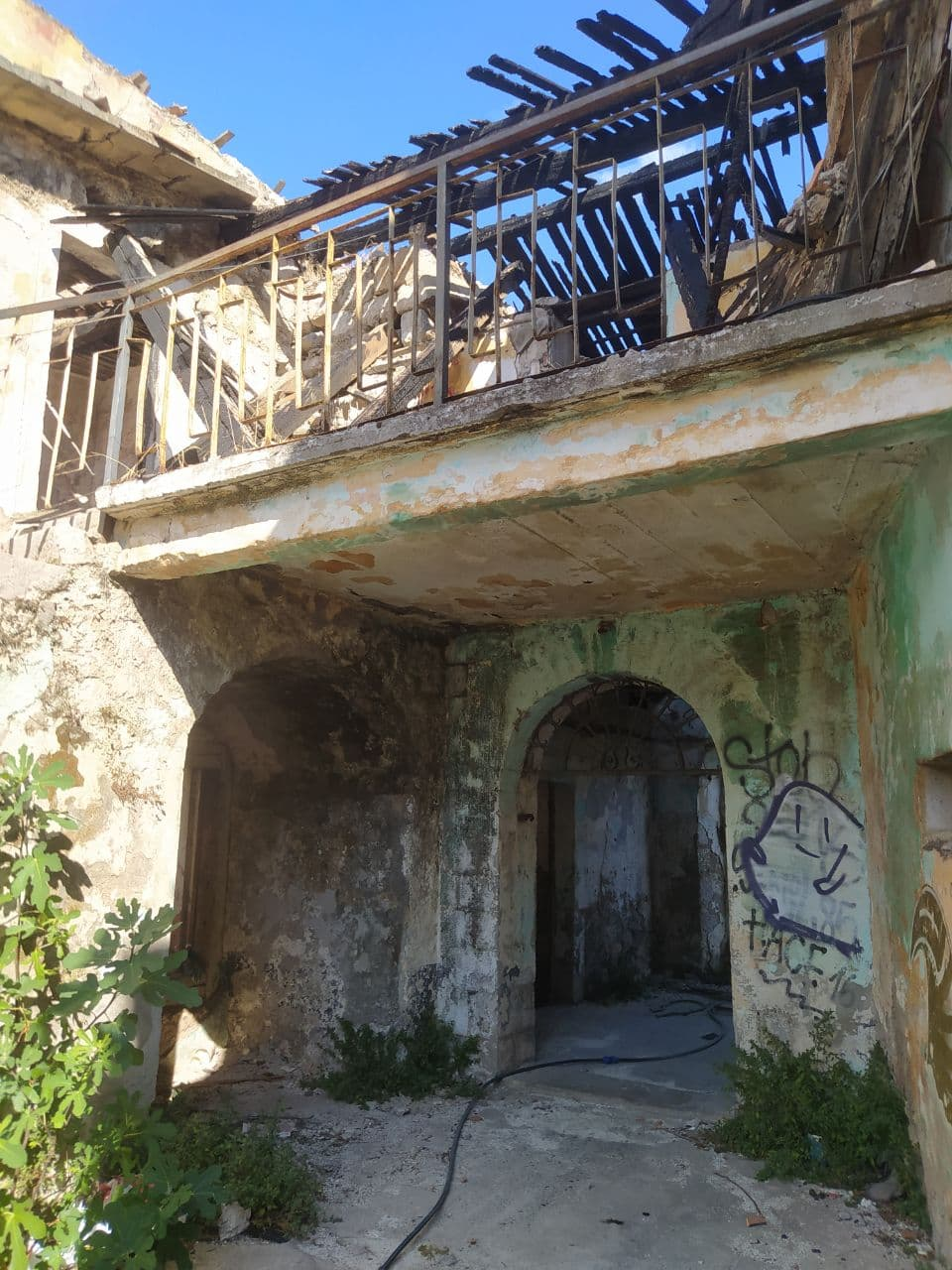
Главный вход в тюрьму

Юсуф-бег был застрелен в центре Подгорицы в 1874 году Перо Ивановым Поповичем, который служил у него в качестве пастуха и также погиб в этой перестрелке. Убийство Юсуф-бега вызвало резню черногорцев в Подгорице 7 октября 1874 года. Это событие предшествовало освободительной войне Черногории с Турцией 1876—1878 гг, в ходе которой от османской оккупации были освобождены Бар, Ульцинь и Никшич.
После перехода Подгорицы под власть Черногории из-за страха мести многие мусульманские семьи, в том числе потомки Юсуфа, бежали в город Тузи. Власти Черногории долгое время не забирали имущество убежавших мусульман. В Юсоваче располагался воевода Марко Милянов до тех пор, пока не переехал жить в Медун.
Юсовача переходила из рук в руки до 1880 года, некоторое время здесь даже располагалась музыкальная школа. Затем потомок Юсуф-бега продал комплекс черногорским властям за 150 наполеонов.
В 1893 году Юсовача снова становится тюрьмой.
Из-за необходимости расширения были выкуплены окружающие дома, потом была построена ограждающая стена, которая позже неоднократно перестраивалась.
В эпоху независимого черногорского государства Юсовача была тюрьмой для политических оппонентов княжеской власти. Тюрьма для того времени была современной, двухэтажной и состояла из двух рядов по восемь камер, разделенных коридором. Также в Юсоваче находилась своя кухня.
Накануне Балканских войн, с 1905 до 1911 года в этой тюрьме содержались сторонники Народной партии, непослушные студенты, заговорщики против династии Петровичей, а также члены групп, готовивших теракты против черногорского монарха.
Юсовача в то время была темницей для многих сторонников объединения с Сербией, однако по иронии судьбы с 1919 года тюрьма принимала уже сторонников свергнутого короля Николы и всех противников власти Королевства Югославии!
Самые мрачные дни в истории этого подземелья, наряду с коротким периодом, когда им управляла Австро-Венгрия в годы Первой мировой войны, случились во время оккупации Черногории во Второй мировой войне.
С 1941 до 1944 года Юсовача являлась местом, где тысячи людей ожидали расстрела. Помимо самих коммунистов, партизан, патриотически настроенных лиц и сторонников Народно-освободительного движения, в уголовную тюрьму попали члены их семей. Также в эту тюрьму доставлялись заложники или люди, которые предназначались для обмена на пленных итальянцев. В пенитенциарном учреждении были даже тяжелораненые и инвалиды, женщины и дети, обвиненные в пособничестве, шпионаже и провокациях.
Во всех помещениях Юсовачи одновременно размещалось около 1500 заключенных. Но из — за массовых арестов как способа борьбы с повстанцами и их сторонниками в тюрьме могло находиться 2000 человек, а иногда и больше. Среди узников Юсовачи были и итальянцы, которые прибыли в Черногорию в военной форме в 1941 году, однако впоследствии были переселены из казарм в эту тюрьму из-за своих антифашистских настроений. Из-за них Юсовача после освобождения от оккупации получила неофициальное название «школа свободы».
Хотя Юсовача не имеет каких-либо отличительных градостроительных или стилистических особенностей, сохранились многочисленные описания её интерьера, зданий, камер и страшной переполненности в них, пребывания заключенных в условиях ниже порога человеческой терпимости.

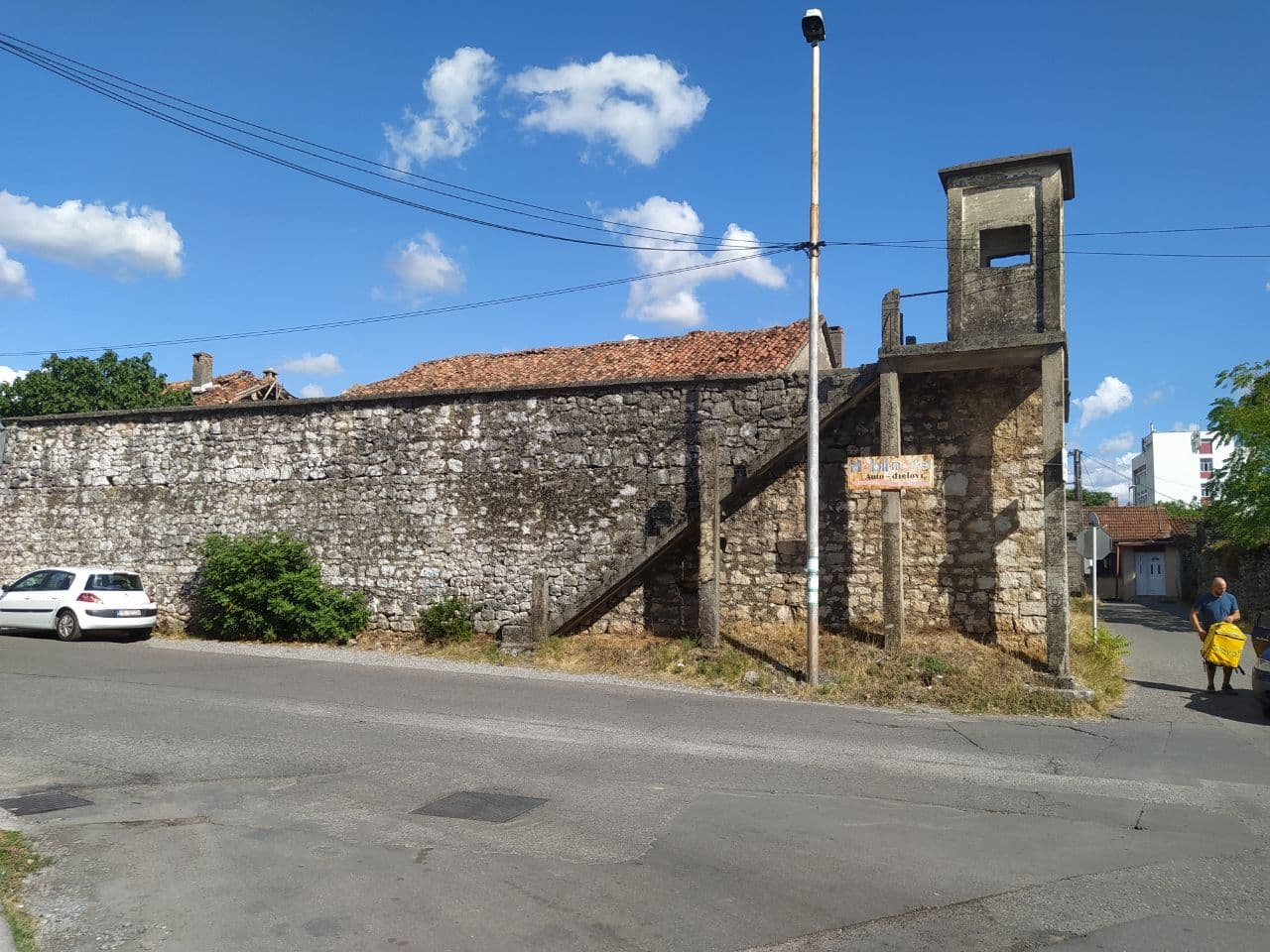
Сторожевая вышка и каменная стена

Тюремный комплекс Юсовача был окружен массивной каменной стеной высотой около четырёх метров (хотя и очень разрушенный, весь комплекс сохранился до наших дней), где доминировали четыре сторожевые башни с итальянской охраной и автоматами. Охранники могли передвигаться по стене, поэтому у них был обзор того, что происходило внутри и снаружи тюрьмы. Пенитенциарное учреждение в то время состояло из мужской и женской частей, разделенных перегородкой (высотой около 4 м), построенной также из твердого материала.
Мужская тюрьма находилась в старой части здания, в двухэтажном здании. На верхнем этаже было четыре большие комнаты размером 8×5 м. На её первом этаже было около 30 темных камер и две одиночные камеры. В больших комнатах наверху находились политические заключенные. В них чаще всего находилось от 60 до 80 заключенных, а иногда от 80 до 105.
По показаниям бывших заключенных Юсовачи, на одного заключенного приходило около 0,70 м2 площади, а иногда и не так много, потому что комнаты были очень маленькими. Если кто-то хотел двигаться, все остальные также должны были передвигаться. На первом этаже был только один туалет, который был источником ужасной грязи и неприятного запаха. Здание, в котором находилась тюрьма для мужчин, не было побелено с прошлого века, поэтому с его темными камерами оно напоминало царство мрака и ужаса.
Окна в камерах были маленькие, заколоченные железными прутьями, а в некоторых камерах их даже не было, и луч света исходил из полутемного коридора.
Для женщин и детей итальянские оккупанты между зданием мужской части тюрьмы и высоким валом с толстыми стенами, опоясывающим Юсовачу, построили специальное здание. Большая высокая стена между этими двумя тюрьмами препятствовала любым контактам между заключенными, между членами одной семьи. Во дворе, между мужскими и женскими тюрьмами, были небольшие комнаты, так называемые «мастерские», созданные по инициативе заключенных. Кухня находилась во дворе мужской части тюрьмы. В том же дворе находился колодец с насосами, которые часто выходили из строя, и тюрьма оставалась без питьевой воды в течение нескольких дней, пока неисправность не устраняли.
В 1943 году во дворе тюрьмы находился лазарет, в нём работал заключенный врач Петар Йованович. Во внутренней части тюрьмы охрану держали карабинеры. Дежурство и контроль в тюрьме были круглосуточными. Внешняя охрана была более бдительной и строгой, чем внутренняя. Бывали и попытки побега, которые, как правило, не удавались. С внешней стороны ограды тюрьмы, согласно мемуарным источникам, были установлены мины и проволочные заграждения, за которыми располагались усиленные патрули.
Все помещения тюремного комплекса Юсовача ночью освещались яркими прожекторами, что производило жуткое впечатление. Заключенных выводили на прогулку два раза в день по часу — утром в 6, а днем в 17 часов. Однако продолжительность этих прогулок зависела от настроения и расположения тюремных властей, поведения заключенных и времени года. За это короткое время нужно было не просто «размять ноги», а взять питьевую воду, заняться физиологическими потребностями и т. д.
Чем дальше шла война и усиливалось освободительное движение, тем сложнее и невыносимее становились условия в Юсоваче. Порой заключенные через месяц-два просто не могли опознать друг друга. Некоторые, по свидетельству очевидцев, были настолько ослаблены, что не могли ходить, часто не хватало даже воды для питья.
Обычно люди находились в тюрьме в той одежде, в которой они оказались при аресте. Вокруг них невыносимо распространялся запах пота, грязи, на них нападали вши, клопы, постоянно присутствовал страх перед эпидемией. Летом в камерах была страшная жара, а зимой невыносимый холод. У заключенных не было ни постельного белья, ни средств личной гигиены.
Тем не менее, в тюрьме, несмотря на неблагоприятные обстоятельства и невыносимые условия жизни, тайно происходила «политическая и партийная работа». Коммунистическую организацию в Юсоваче возглавил Бранко Нилевич. Из опубликованных воспоминаний бывших задержанных о днях, проведенных в Юсоваче, мы узнаем, что политические дискуссии в камерах проходили после 20 часов.

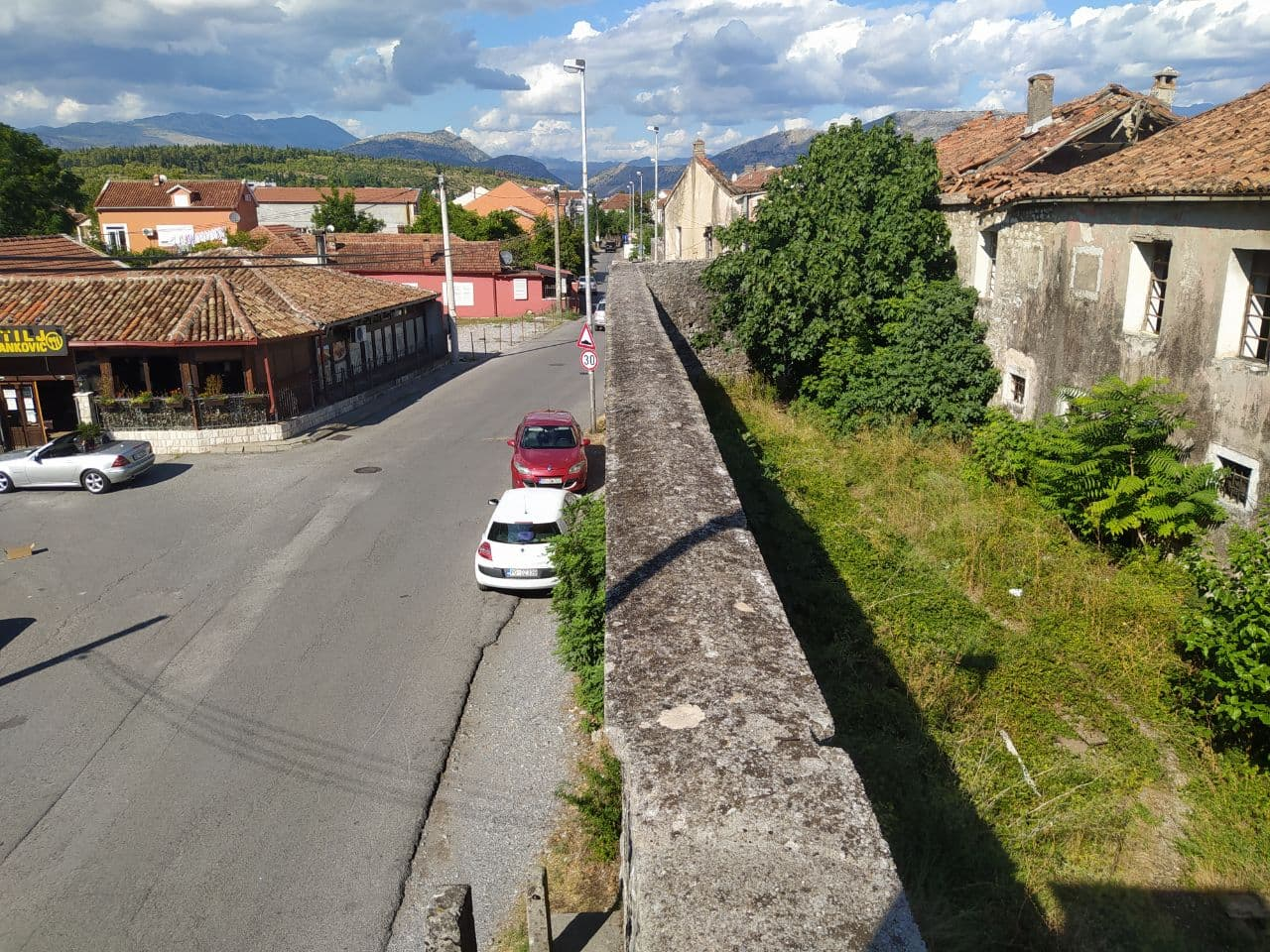
Вид на Драч и руины тюрьмы

Также в тюрьме содержались сообщники и информаторы оккупантов, найденные среди напуганных, деморализованных и безнадежно сломленных заключенных и националистов. Эти осужденные шпионили за своими сокамерниками, передавали отчеты о том, кто делает и говорит в тюрьме, кто поднимает моральный дух и укрепляет веру в победу над фашизмом и оккупантами. Тем не менее, несмотря на риски, связи между незаконной коммунистической организацией и заключенными сохранялись. Люди в тюрьме понимали, что они не одиноки, не абсолютно отрезаны от мира. Они знали, что происходит в городе и на фронтах.
Осознание необходимости сопротивления злу и борьбы с оккупантами и фашизмом в целом все больше росло и вне тюрьмы, и внутри неё. Люди понимали, что это их борьба за выживание, жертва за будущую свободу, счастье и справедливость для их потомков и их народов.
Заключенные расстреливались группами, в которых находились от 30 до 100 человек. Массовые расстрелы особенно участились в конце июня 1943 года.
После капитуляции Италии 9 сентября 1943 года часть заключенных была освобождена, а другие, в основном коммунисты, оставались в тюрьме до 19 декабря 1944 года — дня освобождения Подгорицы от немецкой оккупации.
После Второй мировой войны в новом югославском государстве тюрьма ещё долго служила своим целям. В ней содержались враги коммунистического режима, уголовные преступники, четники и им сочувствующие. В конце 1960-х годов открылась новая тюрьма в городе Спуж, а комплекс в Юсоваче был заброшен, хотя в административном здании некоторое время жили семьи полицейских.

## Современное состояние
В настоящее время тюрьма не функционирует, однако здание помнит множество трагических и кровавых событий, человеческих драм, разрушения индивидуальных судеб, страданий целых семей, ужасных пыток и душевных страданий. Эта печально известная тюрьма, черногорская «Бастилия», стала свидетельством страданий нескольких поколений, а также символом борьбы за свободу, сопротивления насилию и человеческому злу.
В 2020 году Министерство культуры и Союз архитекторов Черногории представили план оживления объекта культурного наследия «темница Юсовача». Тогда конструкторское бюро представило концепцию музея, который представлял бы историю Черногории с помощью современных технологий. Согласно концепции капитального проекта и заключенному контракту на выполнение комплексных работ руины тюрьмы Юсовача будут преобразованы в творческую площадку для представителей художественного искусства и бизнеса. Проект, как было объявлено, будет реализован в партнерстве между правительством Черногории и столицей страны и будет включать реконструкцию, переоборудование и реконструкцию указанного культурного достояния на общую сумму 1 950 000 евро.